# 别济米扬纳亚湾
别济米扬纳亚湾（俄语：Бухта Безымянная）是阿穆尔湾内的一个海湾，位于博布罗夫角和库兹涅佐夫角以内，属滨海边疆区符拉迪沃斯托克城区管辖，入口处宽1公里，伸入陆地0.24公里，最大深10米，面积0.16平方公里，岸长1.18公里。